# Cheiragra pusilla
Cheiragra pusilla är en skalbaggsart som beskrevs av Blanchard 1850. Cheiragra pusilla ingår i släktet Cheiragra och familjen Melolonthidae. Inga underarter finns listade i Catalogue of Life.